# Calycina claroflava
Calycina claroflava (Grev.) Kuntze – gatunek grzybów z rodziny Pezizellaceae.

## Systematyka i nazewnictwo
Pozycja w klasyfikacji według Index Fungorum: Calycina, Pezizellaceae, Helotiales, Leotiomycetidae, Leotiomycetes, Pezizomycotina, Ascomycota, Fungi.
Po raz pierwszy opisał go w 1824 roku Robert Kaye Greville, nadając mu nazwę Peziza claroflava. Obecną nazwę nadał mu w 1898 r. Otto Kuntze. Niektóre synonimy naukowe:
- Bisporella claroflava (Grev.) Lizoň & Korf 1995
- Bisporella sulfurina (Quél.) S.E. Carp. 1974

## Morfologia
Owocniki
Typu apotecjum. Początkowo kuliste i zamknięte, potem podczas wzrostu i dojrzewania przybierają kształt poduszkowaty lub dyskowaty z wklęsłością na środku. Średnica 0,5–1 mm. Powierzchnia hymenialna naga, jasnożółta lub cytrynowa, lekko przeźroczysta. Obrzeże równe, bez włosków. Konsystencja miękka, mięsista. Miąższ żółtawy, smak i zapach niewyraźny.
Cechy mikroskopowe
Zarodniki o rozmiarach 8,0–11,0 (13) × 2,0–2,5 μm, wąsko elipsoidalne, czasami zagięte, hialinowe, w stanie dojrzałym z jedną przegrodą, niektóre z gutulami. Worki 8-zarodnikowe, uni lub bitunikowe, nieamyloidalne.
Gatunki podobne
Calycina claroflava rozwija się na starych owocnikach grzybów Pyrenomycetes (według aktualnej klasyfikacji Index Fungorum należą one do klasy Sordariomycetes). Rozpoznać je można po czarnej, cienkiej i skorupiastej plesze (głównie jest to Bispora antennata). Tą cechą różni się od bardzo pospolitej B. citrina, która rozwija się bezpośrednio na drewnie. Ponadto dwuzarodniczka cytrynowa ma większe owocniki (o średnicy do 3 mm). Na starych owocnikach Pyrenomycetes rozwija się także Bisporella pallescens, ale tą łatwo można odróżnić, gdyż nie jest żółta, lecz blada, kremowa.

## Występowanie i ekologia
Występuje na wszystkich kontynentach, także na wielu wyspach i w Antarktyce. W Europie jest szeroko rozprzestrzeniony. Podano jego stanowiska także w Polsce (pod nazwą Bisporella sulphurina). Prawdopodobnie jest częsty, ale pomijany ze względu na niewielkie rozmiary, lub uznawana za kalicinę cytrynową (Calycina citrina).
Nadrzewny grzyb saprotroficzny występujący na drewnie drzew liściastych.